# Abierto de Australia 2020
El Abierto de Australia 2020 fue un torneo de tenis celebrado en las pistas de superficie dura del Melbourne Park, situado en Melbourne (Australia). El campeonato se celebró entre el 20 de enero y el 2 de febrero de 2020. Se trató de la 108.ª edición del Abierto y el primer torneo de Grand Slam de 2020. Contó con eventos individuales y por parejas de tanto masculinos, como femeninos, además de dobles mixtos, júnior y silla de ruedas.
Novak Djokovic y Naomi Osaka fueron los campeones defensores en las ramas de individuales masculinas e individuales femeninas, respectivamente.
Fue la primera edición del Abierto de Australia que se jugó en GreenSet, un tipo de cancha dura fabricado por la compañía GreenSet Worldwide. GreenSet es el tercer tipo de superficie dura usada por el Australian Open.

## Torneo

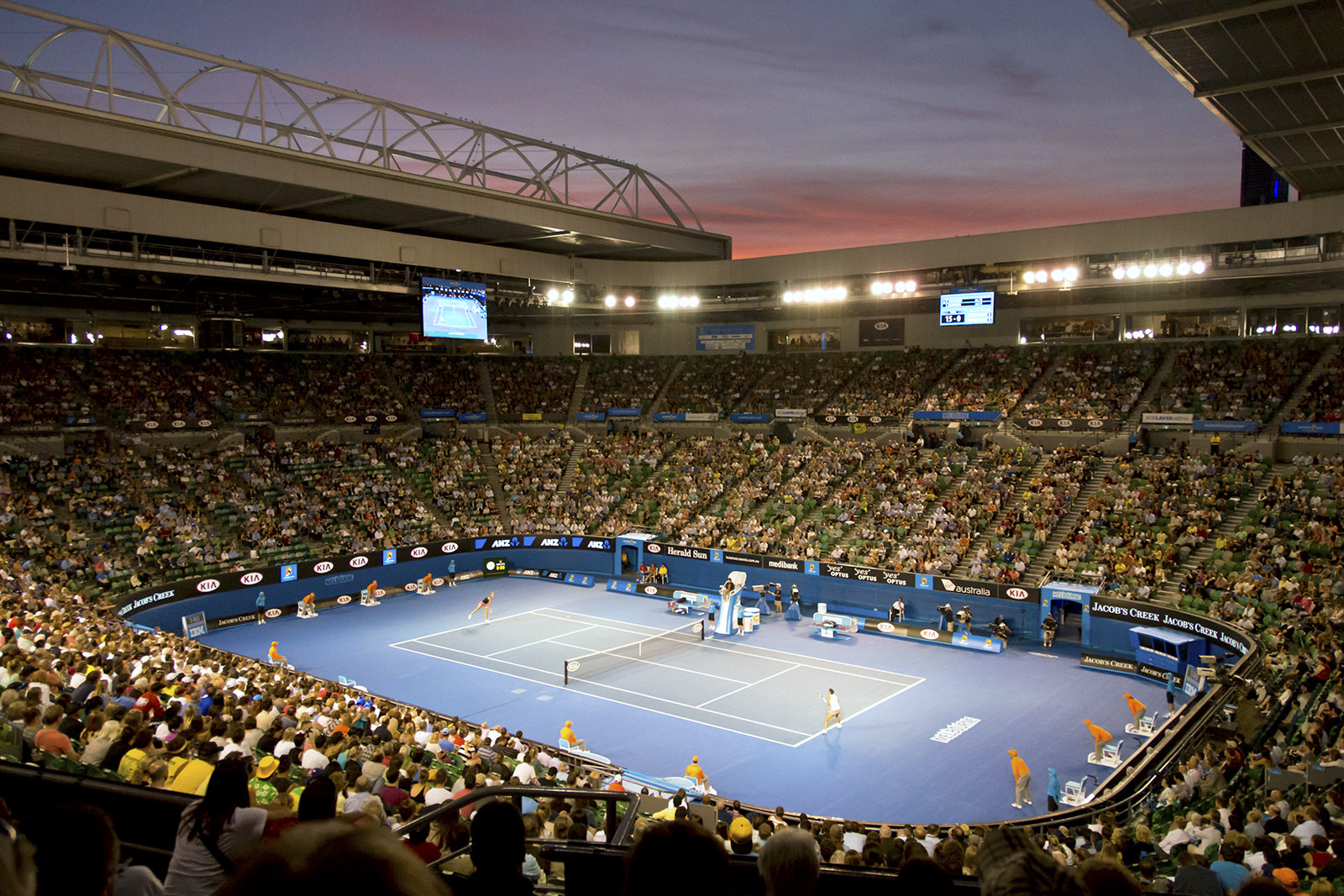
Rod Laver Arena, estadio en donde se realizarán las finales del Australian Open

El Abierto de Australia 2020 fue la edición 108va del torneo y se celebró en Melbourne Park en Melbourne, Victoria, Australia.
El torneo fue dirigido por la Federación Internacional de Tenis (ITF) y es parte del calendario 2020 del ATP Tour y de la WTA Tour bajo la categoría de Grand Slam. El torneo consiste en dos cuadros de las modalidades de individuales y dobles tanto para hombres como para mujeres, así mismo como un evento de dobles mixtos. Hay cuadros de individuales y dobles también para jugadores juniors, jóvenes y señoritas (jugadores menores de 18). Hay también competiciones en individuales y dobles para varones y damas en Tenis adaptado.
El torneo fue jugado en pistas duras de cemento alrededor de 25 pistas de tenis en el complejo, los tres principales estadios son la  Rod Laver Arena, la Melbourne Arena y la Margaret Court Arena. La 1573 Arena (anteriormente Pista 2) fue promovida a una pista principal.
El torneo contó con una característica especial, debido a que estaba siendo amenazado su realización, debido a los incendios forestales que estaban azotando a Australia en septiembre del año pasado, por lo que con el pasar del tiempo se logró realizarlo sin mayores contratiempos.

## Puntos y premios

### Distribución de puntos

#### Séniors
| Evento               | G    | F    | SF  | CF  | R16 | R32 | R64 | R128 | C  | C3 | C2 | C1 |
| Individual masculino | 2000 | 1200 | 720 | 360 | 180 | 90  | 45  | 10   | 25 | 16 | 8  | 0  |
| Dobles masculino     | 2000 | 1200 | 720 | 360 | 180 | 90  | 0   | —    | —  | —  | —  | —  |
| Individual femenino  | 2000 | 1300 | 780 | 430 | 240 | 130 | 70  | 10   | 40 | 30 | 20 | 2  |
| Dobles femenino      | 2000 | 1300 | 780 | 430 | 240 | 130 | 10  | —    | —  | —  | —  | —  |

| Evento           | G   | F   | SF  | CF  |
| Individual       | 800 | 500 | 375 | 100 |
| Dobles           | 800 | 500 | 100 | —   |
| Quad* Individual | 800 | 500 | 100 | —   |
| Quad* Dobles     | 800 | 100 | —   | —   |

| Evento               | G   | F   | SF  | CF  | R16 | R32 | C  | C3 |
| Individual masculino | 375 | 270 | 180 | 120 | 75  | 30  | 25 | 20 |
| Individual femenino  | 375 | 270 | 180 | 120 | 75  | 30  | 25 | 20 |
| Dobles masculino     | 270 | 180 | 120 | 75  | 45  | —   | —  | —  |
| Dobles femenino      | 270 | 180 | 120 | 75  | 45  | —   | —  | —  |

### Premios monetarios
El Abierto de Australia en su edición 2020 ha incrementado los premios en metálico a un máximo histórico de 71 millones de dólares australianos, un 13.6% más que en 2019.
| Evento        | G            | F            | SF           | CF         | Ronda de 16 | Ronda de 32 | Ronda de 64 | Ronda de 128 | Q3        | Q2        | Q1        |
| Individual    | A$ 4 120 000 | A$ 2 065 000 | A$ 1 040 000 | A$ 525 000 | A$ 300 000  | A$ 180 000  | A$ 128 000  | A$ 90 000    | A$ 50 000 | A$ 32 500 | A$ 20 000 |
| Dobles        | A$ 760 000   | A$ 380 000   | A$ 200 000   | A$ 110 000 | A$ 62 000   | A$ 38 000   | A$ 25 000   |              |           |           |           |
| Dobles Mixtos | A$ 190 000   | A$ 100 000   | A$ 50 000    | A$ 24 000  | A$ 12 000   | A$ 6250     |             |              |           |           |           |

## Actuación de los jugadores en el torneo

### Individual masculino
| Campeón                        | Campeón                | Finalista                 | Finalista                  |
| ------------------------------ | ---------------------- | ------------------------- | -------------------------- |
| Novak Djokovic [2]             | Novak Djokovic [2]     | Dominic Thiem [5]         | Dominic Thiem [5]          |
| Semifinalistas                 |                        |                           |                            |
| Alexander Zverev [7]           | Alexander Zverev [7]   | Roger Federer [3]         | Roger Federer [3]          |
| Eliminados en cuartos de final |                        |                           |                            |
| Rafael Nadal [1]               | Stan Wawrinka [15]     | Tennys Sandgren           | Milos Raonic [32]          |
| Eliminados en 4.ª ronda        |                        |                           |                            |
| Nick Kyrgios [23]              | Gaël Monfils [10]      | Daniil Medvédev [4]       | Andréi Rubliov [17]        |
| Fabio Fognini [12]             | Márton Fucsovics       | Marin Čilić               | Diego Schwartzman [14]     |
| Eliminados en 3.ª ronda        |                        |                           |                            |
| Pablo Carreño [27]             | Karen Jachanov [16]    | Ernests Gulbis [Q]        | Taylor Fritz               |
| Alexei Popyrin                 | John Isner [19]        | David Goffin [11]         | Fernando Verdasco          |
| Sam Querrey                    | Guido Pella [22]       | Tommy Paul                | John Millman               |
| Stefanos Tsitsipas [6]         | Roberto Bautista [9]   | Dušan Lajović [24]        | Yoshihito Nishioka         |
| Eliminados en 2.ª ronda        |                        |                           |                            |
| Federico Delbonis              | Peter Gojowczyk [Q]    | Gilles Simon              | Mikael Ymer                |
| Ivo Karlović                   | Aljaž Bedene           | Kevin Anderson            | Alex Bolt [WC]             |
| Pedro Martínez [Q]             | Jaume Munar            | Alejandro Tabilo [Q]      | Andreas Seppi              |
| Pierre-Hugues Herbert          | Yuichi Sugita          | Nikoloz Basilashvili [26] | Egor Gerasimov             |
| Matteo Berrettini [8]          | Ričardas Berankis      | Grégoire Barrère          | Jordan Thompson            |
| Jannik Sinner                  | Grigor Dimitrov [18]   | Hubert Hurkacz [31]       | Filip Krajinović           |
| Philipp Kohlschreiber          | Christian Garín        | Benoît Paire [21]         | Michael Mmoh [WC]          |
| Alejandro Davidovich           | Marc Polmans [WC]      | Daniel Evans [30]         | Tatsuma Itō [WC]           |
| Eliminados en 1.ª ronda        |                        |                           |                            |
| Hugo Dellien                   | João Sousa             | Christopher Eubanks [Q]   | Jozef Kovalík [LL]         |
| Lorenzo Sonego                 | Pablo Cuevas           | Yasutaka Uchiyama         | Mario Vilella Martínez [Q] |
| Yen-Hsun Lu [PR]               | Vasek Pospisil [PR]    | James Duckworth           | Félix Auger-Aliassime [20] |
| Tallon Griekspoor [Q]          | Ilya Ivashka [Q]       | Albert Ramos              | Adrian Mannarino           |
| Frances Tiafoe                 | Dominik Koepfer        | Hugo Gaston [WC]          | Jo-Wilfried Tsonga [28]    |
| Thiago Monteiro                | Daniel Elahi Galán [Q] | Miomir Kecmanović         | Damir Džumhur              |
| Jérémy Chardy                  | Cameron Norrie         | Elliot Benchetrit [Q]     | Christopher O'Connell [WC] |
| Soon-Woo Kwon                  | Evgeny Donskoy [LL]    | Casper Ruud               | Marco Cecchinato           |
| Andrew Harris [WC]             | Marco Trungelliti [Q]  | Roberto Carballés         | Borna Ćorić [25]           |
| John-Patrick Smith [WC]        | Mohamed Safwat [Q]     | Aleksandr Búblik          | Reilly Opelka              |
| Denis Shapovalov [13]          | Max Purcell [Q]        | Leonardo Mayer            | Juan Ignacio Lóndero       |
| Dennis Novak [Q]               | Ugo Humbert            | Quentin Halys [Q]         | Steve Johnson              |
| Salvatore Caruso               | Marcos Giron           | Stefano Travaglia         | Lorenzo Giustino [LL]      |
| Cedrik-Marcel Stebe [PR]       | Corentin Moutet        | Pablo Andújar             | Feliciano López            |
| Lloyd Harris                   | Norbert Gomboš [Q]     | Mijaíl Kukushkin          | Kyle Edmund                |
| Mackenzie McDonald [PR]        | Laslo Djere            | Prajnesh Gunneswaran [LL] | Jan-Lennard Struff         |

### Individual femenino
| Campeona                       | Campeona                   | Finalista                | Finalista                     |
| ------------------------------ | -------------------------- | ------------------------ | ----------------------------- |
| Sofia Kenin [14]               | Sofia Kenin [14]           | Garbiñe Muguruza         | Garbiñe Muguruza              |
| Semifinalistas                 |                            |                          |                               |
| Ashleigh Barty [1]             | Ashleigh Barty [1]         | Simona Halep [4]         | Simona Halep [4]              |
| Eliminadas en Cuartos de final |                            |                          |                               |
| Petra Kvitová [7]              | Ons Jabeur                 | Anett Kontaveit [28]     | Anastasia Pavlyuchenkova [30] |
| Eliminadas en 4.ª ronda        |                            |                          |                               |
| Alison Riske [18]              | Maria Sakkari [22]         | Cori Gauff               | Qiang Wang [27]               |
| Iga Świątek                    | Elise Mertens [16]         | Kiki Bertens [9]         | Angelique Kerber [17]         |
| Eliminadas en 3.ª ronda        |                            |                          |                               |
| Elena Rybakina [29]            | Julia Görges               | Madison Keys [10]        | Ekaterina Alexandrova [25]    |
| Naomi Osaka [3]                | Shuai Zhang                | Caroline Wozniacki       | Serena Williams [8]           |
| Belinda Bencic [6]             | Donna Vekić [19]           | Catherine Bellis [PR]    | Yulia Putintseva              |
| Elina Svitolina [5]            | Zarina Diyas               | Camila Giorgi            | Karolína Plíšková [2]         |
| Eliminadas en 2.ª ronda        |                            |                          |                               |
| Polona Hercog                  | Greet Minnen [Q]           | Lin Zhu                  | Petra Martić [13]             |
| Arantxa Rus                    | Nao Hibino [Q]             | Barbora Krejčíková [Q]   | Paula Badosa                  |
| Saisai Zheng                   | Sorana Cîrstea             | Caty McNally [Q]         | Ann Li [Q]                    |
| Caroline Garcia                | Dayana Yastremska [23]     | Fiona Ferro              | Tamara Zidanšek               |
| Jeļena Ostapenko               | Sara Sorribes              | Alizé Cornet             | Carla Suárez                  |
| Heather Watson                 | Karolína Muchová [20]      | Danielle Collins [26]    | Harriet Dart [Q]              |
| Lauren Davis                   | Ajla Tomljanović           | Anna Blinkova            | Arina Rodiónova [WC]          |
| Svetlana Kuznetsova            | Priscilla Hon [WC]         | Taylor Townsend          | Laura Siegemund               |
| Eliminadas en 1.ª ronda        |                            |                          |                               |
| Lesia Tsurenko                 | Rebecca Peterson           | Aliaksandra Sasnovich    | Bernarda Pera                 |
| Yafan Wang                     | Viktorija Golubic          | Viktória Kužmová         | Christina McHale              |
| Daria Kasátkina                | Magda Linette              | Shuai Peng               | Margarita Gasparyan           |
| Jil Teichmann                  | Kaia Kanepi                | Johanna Larsson [Q]      | Kateřina Siniaková            |
| Marie Bouzková                 | Anna Kalinskaya [Q]        | Venus Williams           | Barbora Strýcová [32]         |
| Sloane Stephens [24]           | Samantha Stosur            | Lizette Cabrera [WC]     | Martina Trevisan [Q]          |
| Johanna Konta [12]             | Madison Brengle            | Kristie Ahn              | Kaja Juvan [Q]                |
| Pauline Parmentier [WC]        | Alison Van Uytvanck        | Na-Lae Han [WC]          | Anastasia Potapova            |
| Anna Schmiedlová [PR]          | Liudmila Samsonova [Q]     | Veronika Kudermétova     | Astra Sharma [WC]             |
| María Sharápova [WC]           | Monica Niculescu [Q]       | Tímea Babos              | Aryna Sabalenka [11]          |
| Danka Kovinić                  | Kristýna Plíšková          | Tatjana Maria            | Kirsten Flipkens              |
| Vitalia Diatchenko             | Su-Wei Hsieh               | Misaki Doi               | Jennifer Brady                |
| Katie Boulter [PR]             | Leylah Annie Fernandez [Q] | Shelby Rogers [Q]        | Anastasija Sevastova [31]     |
| Amanda Anisimova [21]          | Jasmine Paolini            | Kateryna Bondarenko [PR] | Irina-Camelia Begu            |
| Markéta Vondroušová [15]       | Antonia Lottner [Q]        | Kateryna Kozlova         | Elisabetta Cocciaretto [Q]    |
| Nina Stojanović                | Jessica Pegula             | Coco Vandeweghe [WC]     | Kristina Mladenovic           |

## Sumario

### Día 1 (20 de enero)
- Cabezas de serie eliminados:
  - Individual masculino:  Denis Shapovalov [13],  Borna Ćorić [25]
  - Individual femenino:  Sloane Stephens [24],  Barbora Strýcová [32]
- Orden de juego

| Partidos en los estadios principales                 | Partidos en los estadios principales  | Partidos en los estadios principales  | Partidos en los estadios principales         |
| Partidos en la Rod Laver Arena                       | Partidos en la Rod Laver Arena        | Partidos en la Rod Laver Arena        | Partidos en la Rod Laver Arena               |
| Modalidad                                            | Ganadores                             | Perdedores                            | Resultado                                    |
| ---------------------------------------------------- | ------------------------------------- | ------------------------------------- | -------------------------------------------- |
| Individual femenino - Primera ronda                  | Naomi Osaka [3]                       | Marie Bouzková                        | 6-2, 6-4                                     |
| Individual femenino - Primera ronda                  | Serena Williams [8]                   | Anastasia Potapova                    | 6-0, 6-3                                     |
| Individual masculino - Primera ronda                 | Roger Federer [3]                     | Steve Johnson                         | 6-3, 6-2, 6-2                                |
| Individual femenino - Primera ronda                  | Ashleigh Barty [1]                    | Lesia Tsurenko                        | 5-7, 6-1, 6-1                                |
| Individual masculino - Primera ronda                 | Novak Djokovic [2]                    | Jan-Lennard Struff                    | 7-6(7-5), 6-2, 2-6, 6-1                      |
| Partidos en la Margaret Court Arena                  |                                       |                                       |                                              |
| Modalidad                                            | Ganadores                             | Perdedores                            | Resultado                                    |
| Individual masculino - Primera ronda                 | Márton Fucsovics                      | Denis Shapovalov [13]                 | 6-3, 6-7(7-9), 6-1, 7-6(7-3)                 |
| Individual femenino - Primera ronda                  | Petra Kvitová [7]                     | Kateřina Siniaková                    | 6-1, 6-0                                     |
| Individual femenino - Primera ronda                  | Cori Gauff                            | Venus Williams                        | 7-6(7-5), 6-3                                |
| Individual masculino - Primera ronda                 | Stefanos Tsitsipas [6]                | Salvatore Caruso                      | 6-0, 6-2, 6-3                                |
| Individual femenino - Primera ronda                  | Shuai Zhang                           | Sloane Stephens [24]                  | 2-6, 7-5, 6-2                                |
| Partidos en la Melbourne Arena                       |                                       |                                       |                                              |
| Modalidad                                            | Ganadores                             | Perdedores                            | Resultado                                    |
| Individual masculino - Primera ronda                 | Matteo Berrettini [8]                 | Andrew Harris [WC]                    | 6-3, 6-1, 6-3                                |
| Individual femenino - Primera ronda                  | Caroline Wozniacki                    | Kristie Ahn                           | 6-1, 6-3                                     |
| Individual masculino - Primera ronda                 | Grigor Dimitrov [18]                  | Juan Ignacio Lóndero                  | 4-6, 6-2, 6-0, 6-4                           |
| Individual femenino - Primera ronda                  | Caty McNally [Q]                      | Samantha Stosur                       | 6-1, 6-4                                     |
| Individual masculino - Primera ronda                 | Philipp Kohlschreiber                 | Marcos Giron                          | 7-5, 6-1, 6-2                                |
| Partidos en la 1573 Arena                            |                                       |                                       |                                              |
| Modalidad                                            | Ganadores                             | Perdedores                            | Resultado                                    |
| Individual masculino - Primera ronda                 | Sam Querrey                           | Borna Ćorić [25]                      | 6-3, 6-4, 6-4                                |
| Individual masculino - Primera ronda                 | Reilly Opelka vs. Fabio Fognini [12]  | Reilly Opelka vs. Fabio Fognini [12]  | 6-3, 7-6(7-3), 1-0, suspendido por la lluvia |
| Individual femenino - Primera ronda                  | Madison Keys [10] vs. Daria Kasátkina | Madison Keys [10] vs. Daria Kasátkina | Reprogramado                                 |
| Individual femenino - Primera ronda                  | Johanna Konta [12] vs. Ons Jabeur     | Johanna Konta [12] vs. Ons Jabeur     | Reprogramado                                 |
| Fondo de color indica un partido de la rama femenina |                                       |                                       |                                              |

### Día 2 (21 de enero)
- Cabezas de serie eliminados:
  - Individual masculino:  Félix Auger-Aliassime [20],  Jo-Wilfried Tsonga [28]
  - Individual femenino:  Johanna Konta [12],  Markéta Vondroušová [15],  Amanda Anisimova [21],  Anastasija Sevastova [31]
- Orden de juego

| Partidos en los estadios principales                 | Partidos en los estadios principales | Partidos en los estadios principales | Partidos en los estadios principales |
| Partidos en la Rod Laver Arena                       | Partidos en la Rod Laver Arena       | Partidos en la Rod Laver Arena       | Partidos en la Rod Laver Arena       |
| Modalidad                                            | Ganadores                            | Perdedores                           | Resultado                            |
| ---------------------------------------------------- | ------------------------------------ | ------------------------------------ | ------------------------------------ |
| Individual femenino - Primera ronda                  | Karolína Plíšková [2]                | Kristina Mladenovic                  | 6-1, 7-5                             |
| Individual femenino - Primera ronda                  | Donna Vekić [19]                     | María Sharápova [WC]                 | 6-3, 6-4                             |
| Individual masculino - Primera ronda                 | Rafael Nadal [1]                     | Hugo Dellien                         | 6-2, 6-3, 6-0                        |
| Individual masculino - Primera ronda                 | Daniil Medvédev [4]                  | Frances Tiafoe                       | 6-3, 4-6, 6-4, 6-2                   |
| Individual femenino - Primera ronda                  | Angelique Kerber [17]                | Elisabetta Cocciaretto [Q]           | 6-2, 6-2                             |
| Partidos en la Margaret Court Arena                  |                                      |                                      |                                      |
| Modalidad                                            | Ganadores                            | Perdedores                           | Resultado                            |
| Individual femenino - Primera ronda                  | Belinda Bencic [6]                   | Anna Karolína Schmiedlová [PR]       | 6-3, 7-5                             |
| Individual masculino - Primera ronda                 | Dominic Thiem [5]                    | Adrian Mannarino                     | 6-3, 7-5, 6-2                        |
| Individual femenino - Primera ronda                  | Ajla Tomljanović                     | Anastasija Sevastova [31]            | 6-1, 6-1                             |
| Individual femenino - Primera ronda                  | Simona Halep [4]                     | Jennifer Brady                       | 7-6(7-5), 6-1                        |
| Individual masculino - Primera ronda                 | Alexander Zverev [7]                 | Marco Cecchinato                     | 6-4, 7-6(7-4), 6-3                   |
| Partidos en la Melbourne Arena                       |                                      |                                      |                                      |
| Modalidad                                            | Ganadores                            | Perdedores                           | Resultado                            |
| Individual femenino - Primera ronda                  | Polona Hercog                        | Rebecca Peterson                     | 6-3, 6-3                             |
| Individual femenino - Primera ronda                  | Madison Keys [10]                    | Daria Kasátkina                      | 6-3, 6-1                             |
| Individual masculino - Primera ronda                 | Stan Wawrinka [15]                   | Damir Džumhur                        | 7-5, 6-7(4-7), 6-4, 6-4              |
| Individual masculino - Primera ronda                 | Alexei Popyrin                       | Jo-Wilfried Tsonga [28]              | 6-7(5-7), 6-2, 6-1, retirado         |
| Individual masculino - Primera ronda                 | Nick Kyrgios [23]                    | Lorenzo Sonego                       | 6-2, 7-6(7-3), 7-6(7-1)              |
| Individual femenino - Primera ronda                  | Priscilla Hon [WC]                   | Kateryna Kozlova                     | 6-3, 6-4                             |
| Partidos en la 1573 Arena                            |                                      |                                      |                                      |
| Modalidad                                            | Ganadores                            | Perdedores                           | Resultado                            |
| Individual femenino - Primera ronda                  | Ons Jabeur                           | Johanna Konta [12]                   | 6-4, 6-2                             |
| Individual masculino - Primera ronda                 | Fabio Fognini [12]                   | Reilly Opelka                        | 3-6, 6-7(3-7), 6-4, 6-3, 7-6(10-5)   |
| Individual masculino - Primera ronda                 | Ernests Gulbis [Q]                   | Félix Auger-Aliassime [20]           | 7-5, 4-6, 7-6(7-4), 6-4              |
| Individual femenino - Primera ronda                  | Elina Svitolina [5]                  | Katie Boulter [PR]                   | 6-4, 7-5                             |
| Individual masculino - Primera ronda                 | Gaël Monfils                         | Yen-Hsun Lu [PR]                     | 6-1, 6-4, 6-2                        |
| Individual masculino - Primera ronda                 | Kevin Anderson                       | Ilya Ivashka                         | 6-4, 2-6, 4-6, 6-4, 7-6(10-8)        |
| Fondo de color indica un partido de la rama femenina |                                      |                                      |                                      |

### Día 3 (22 de enero)
- Cabezas de serie eliminados:
  - Individual masculino:  Matteo Berrettini [8],  Grigor Dimitrov [18],  Benoît Paire [21],  Daniel Evans [30],  Hubert Hurkacz [31]
  - Individual femenino:  Aryna Sabalenka [11],  Petra Martić [13],  Dayana Yastremska [23]
  - Dobles masculino:  Kevin Krawietz /  Andreas Mies [3]
  - Dobles femenino:  Nicole Melichar /  Yifan Xu [5],  Lyudmyla Kichenok /  Zhaoxuan Yang [14]
- Orden de juego

| Partidos en los estadios principales                 | Partidos en los estadios principales | Partidos en los estadios principales | Partidos en los estadios principales    |
| Partidos en la Rod Laver Arena                       | Partidos en la Rod Laver Arena       | Partidos en la Rod Laver Arena       | Partidos en la Rod Laver Arena          |
| Modalidad                                            | Ganadores                            | Perdedores                           | Resultado                               |
| ---------------------------------------------------- | ------------------------------------ | ------------------------------------ | --------------------------------------- |
| Individual femenino - Segunda ronda                  | Petra Kvitová [7]                    | Paula Badosa                         | 7-5, 7-5                                |
| Individual femenino - Segunda ronda                  | Ashleigh Barty [1]                   | Polona Hercog                        | 6-1, 6-4                                |
| Individual masculino - Segunda ronda                 | Novak Djokovic [2]                   | Tatsuma Itō [WC]                     | 6-1, 6-4, 6-2                           |
| Individual femenino - Segunda ronda                  | Serena Williams [8]                  | Tamara Zidanšek                      | 6-2, 6-3                                |
| Individual masculino - Segunda ronda                 | Roger Federer [3]                    | Filip Krajinović                     | 6-1, 6-4, 6-1                           |
| Individual femenino - Segunda ronda                  | Madison Keys [10]                    | Arantxa Rus                          | 7-6(7-3), 6-2                           |
| Partidos en la Margaret Court Arena                  |                                      |                                      |                                         |
| Modalidad                                            | Ganadores                            | Perdedores                           | Resultado                               |
| Individual femenino - Segunda ronda                  | Naomi Osaka [3]                      | Saisai Zheng                         | 6-2, 6-4                                |
| Individual femenino - Segunda ronda                  | Caroline Wozniacki                   | Dayana Yastremska [23]               | 7-5, 7-5                                |
| Individual masculino - Segunda ronda                 | Tommy Paul                           | Grigor Dimitrov [18]                 | 6-4, 7-6(8-6), 3-6, 6-7(3-7), 7-6(10-3) |
| Individual masculino - Segunda ronda                 | Fabio Fognini [12]                   | Jordan Thompson                      | 7-6(7-4), 6-1, 3-6, 4-6, 7-6(10-4)      |
| Partidos en la Melbourne Arena                       |                                      |                                      |                                         |
| Modalidad                                            | Ganadores                            | Perdedores                           | Resultado                               |
| Individual femenino - Segunda ronda                  | Julia Görges                         | Petra Martić [13]                    | 4-6, 6-3, 7-5                           |
| Individual femenino - Segunda ronda                  | Cori Gauff                           | Sorana Cîrstea                       | 4-6, 6-3, 7-5                           |
| Individual masculino - Segunda ronda                 | Milos Raonic [32]                    | Christian Garín                      | 6-3, 6-4, 6-2                           |
| Individual masculino - Segunda ronda                 | John Millman                         | Hubert Hurkacz [31]                  | 6-4, 7-5, 6-3                           |
| Individual masculino - Segunda ronda                 | Stefanos Tsitsipas [6]               | Philipp Kohlschreiber                | Walkover                                |
| Individual masculino - Segunda ronda                 | Roberto Bautista [9]                 | Michael Mmoh [WC]                    | 5-7, 6-2, 6-4, 6-1                      |
| Partidos en la 1573 Arena                            |                                      |                                      |                                         |
| Modalidad                                            | Ganadores                            | Perdedores                           | Resultado                               |
| Individual femenino - Primera ronda                  | Carla Suárez                         | Aryna Sabalenka [11]                 | 7-6(8-6), 7-6(8-6)                      |
| Individual femenino - Primera ronda                  | Elise Mertens [16]                   | Danka Kovinić                        | 6-2, 6-0                                |
| Individual masculino - Segunda ronda                 | Tennys Sandgren                      | Matteo Berrettini [8]                | 7-6(9-7), 6-4, 4-6, 2-6, 7-5            |
| Fondo de color indica un partido de la rama femenina |                                      |                                      |                                         |

### Día 4 (23 de enero)
- Cabezas de serie eliminados:
  - Individual masculino:  Nikoloz Basilashvili [26]
  - Individual femenino:  Karolína Muchová [20],  Danielle Collins [26]
- Orden de juego

| Partidos en los estadios principales                 | Partidos en los estadios principales                                     | Partidos en los estadios principales                                     | Partidos en los estadios principales |
| Partidos en la Rod Laver Arena                       | Partidos en la Rod Laver Arena                                           | Partidos en la Rod Laver Arena                                           | Partidos en la Rod Laver Arena       |
| Modalidad                                            | Ganadores                                                                | Perdedores                                                               | Resultado                            |
| ---------------------------------------------------- | ------------------------------------------------------------------------ | ------------------------------------------------------------------------ | ------------------------------------ |
| Individual femenino - Segunda ronda                  | Garbiñe Muguruza                                                         | Ajla Tomljanović                                                         | 6-3, 3-6, 6-3                        |
| Individual femenino - Segunda ronda                  | Karolína Plíšková [2]                                                    | Laura Siegemund                                                          | 6-3, 6-3                             |
| Individual masculino - Segunda ronda                 | Alexander Zverev [7]                                                     | Egor Gerasimov                                                           | 7-6(7-5), 6-4, 7-5                   |
| Individual femenino - Segunda ronda                  | Simona Halep [4]                                                         | Harriet Dart [Q]                                                         | 6-2, 6-4                             |
| Individual masculino - Segunda ronda                 | Rafael Nadal [1]                                                         | Federico Delbonis                                                        | 6-3, 7-6(7-4), 6-1                   |
| Partidos en la Margaret Court Arena                  |                                                                          |                                                                          |                                      |
| Modalidad                                            | Ganadores                                                                | Perdedores                                                               | Resultado                            |
| Individual femenino - Segunda ronda                  | Belinda Bencic [6]                                                       | Jeļena Ostapenko                                                         | 7-5, 7-5                             |
| Individual masculino - Segunda ronda                 | Daniil Medvédev [4]                                                      | Pedro Martínez [Q]                                                       | 7-5, 6-1, 6-3                        |
| Individual femenino - Segunda ronda                  | Angelique Kerber [17]                                                    | Priscilla Hon [WC]                                                       | 6-3, 6-2                             |
| Individual masculino - Segunda ronda                 | Stan Wawrinka [15]                                                       | Andreas Seppi                                                            | 4-6, 7-5, 6-3, 3-6, 6-4              |
| Individual femenino - Segunda ronda                  | Elina Svitolina [5]                                                      | Lauren Davis                                                             | 6-2, 7-6(8-6)                        |
| Partidos en la Melbourne Arena                       |                                                                          |                                                                          |                                      |
| Modalidad                                            | Ganadores                                                                | Perdedores                                                               | Resultado                            |
| Individual femenino - Segunda ronda                  | Donna Vekić [19]                                                         | Alizé Cornet                                                             | 6-4, 6-2                             |
| Dobles femenino - Primera ronda                      | Ashleigh Barty Julia Görges                                              | Jessica Moore [WC] Astra Sharma [WC]                                     | 6-2, 6-3                             |
| Individual masculino - Segunda ronda                 | Dominic Thiem [5]                                                        | Alex Bolt [WC]                                                           | 6-2, 5-7, 6-7(5-7), 6-1, 6-2         |
| Individual masculino - Segunda ronda                 | Nick Kyrgios [23]                                                        | Gilles Simon                                                             | 6-2, 6-4, 4-6, 7-5                   |
| Partidos en la 1573 Arena                            |                                                                          |                                                                          |                                      |
| Modalidad                                            | Ganadores                                                                | Perdedores                                                               | Resultado                            |
| Individual femenino - Segunda ronda                  | Catherine Bellis [PR]                                                    | Karolína Muchová [20]                                                    | 6-4, 6-4                             |
| Individual masculino - Segunda ronda                 | Gaël Monfils [10]                                                        | Ivo Karlović                                                             | 4-6, 7-6(10-8), 6-4, 7-5             |
| Individual masculino - Segunda ronda                 | Taylor Fritz [29]                                                        | Kevin Anderson                                                           | 4-6, 6-7(5-7), 7-6(7-4), 6-2, 6-2    |
| Dobles femenino - Primera ronda                      | Dalila Jakupović / Raluca Olaru vs Tímea Babos / Kristina Mladenovic [2] | Dalila Jakupović / Raluca Olaru vs Tímea Babos / Kristina Mladenovic [2] | Reprogramado                         |
| Fondo de color indica un partido de la rama femenina |                                                                          |                                                                          |                                      |

### Día 5 (24 de enero)
- Cabezas de serie eliminados:
  - Individual masculino:  Stefanos Tsitsipas [6],  Roberto Bautista [9],  Guido Pella [22],  Dušan Lajović [24]
  - Individual femenino:  Naomi Osaka [3],  Serena Williams [8],  Madison Keys [10],  Ekaterina Alexandrova [25],  Elena Rybakina [29]
  - Dobles masculino:  Pierre-Hugues Herbert /  Nicolas Mahut [1],  Jean-Julien Rojer /  Horia Tecău [8],  Raven Klaasen /  Oliver Marach [9],  Jürgen Melzer /  Édouard Roger-Vasselin [12]
  - Dobles femenino:  Yingying Duan /  Saisai Zheng [9],  Ellen Perez /  Samantha Stosur [12]
- Orden de juego

| Partidos en los estadios principales                 | Partidos en los estadios principales    | Partidos en los estadios principales     | Partidos en los estadios principales |
| Partidos en la Rod Laver Arena                       | Partidos en la Rod Laver Arena          | Partidos en la Rod Laver Arena           | Partidos en la Rod Laver Arena       |
| Modalidad                                            | Ganadores                               | Perdedores                               | Resultado                            |
| ---------------------------------------------------- | --------------------------------------- | ---------------------------------------- | ------------------------------------ |
| Individual femenino - Tercera ronda                  | Ashleigh Barty [1]                      | Elena Rybakina [29]                      | 6-3, 6-2                             |
| Individual femenino - Tercera ronda                  | Qiang Wang [27]                         | Serena Williams [8]                      | 6-4, 6-7(2-7), 7-5                   |
| Individual masculino - Tercera ronda                 | Novak Djokovic [2]                      | Yoshihito Nishioka                       | 6-3, 6-2, 6-2                        |
| Individual femenino - Tercera ronda                  | Cori Gauff                              | Naomi Osaka [3]                          | 6-3, 6-4                             |
| Individual masculino - Tercera ronda                 | Roger Federer [3]                       | John Millman                             | 4-6, 7-6(7-2), 6-4, 4-6, 7-6(10-8)   |
| Partidos en la Margaret Court Arena                  |                                         |                                          |                                      |
| Modalidad                                            | Ganadores                               | Perdedores                               | Resultado                            |
| Individual masculino - Tercera ronda                 | Diego Schwartzman [14]                  | Dušan Lajović [24]                       | 6-2, 6-3, 7-6(9-7)                   |
| Individual femenino - Tercera ronda                  | Petra Kvitová [7]                       | Ekaterina Alexandrova [25]               | 6-1, 6-2                             |
| Individual femenino - Tercera ronda                  | Maria Sakkari [22]                      | Madison Keys [10]                        | 6-4, 6-4                             |
| Individual masculino - Tercera ronda                 | Milos Raonic [32]                       | Stefanos Tsitsipas [6]                   | 7-5, 6-4, 7-6(7-2)                   |
| Individual femenino - Tercera ronda                  | Sofia Kenin [14]                        | Shuai Zhang                              | 7-5, 7-6(9-7)                        |
| Partidos en la Melbourne Arena                       |                                         |                                          |                                      |
| Modalidad                                            | Ganadores                               | Perdedores                               | Resultado                            |
| Dobles masculino - Primera ronda                     | Ji-Sung Nam [WC] Min-Kyu Song [WC]      | Lleyton Hewitt [WC] Jordan Thompson [WC] | 6-2, 6-3                             |
| Individual femenino - Tercera ronda                  | Ons Jabeur                              | Caroline Wozniacki                       | 7-5, 3-6, 7-5                        |
| Individual masculino - Tercera ronda                 | Marin Čilić                             | Roberto Bautista [9]                     | 6-7(3-7), 6-4, 6-0, 5-7, 6-3         |
| Individual masculino - Tercera ronda                 | Fabio Fognini [12]                      | Guido Pella [22]                         | 7-6(7-0), 6-2, 6-3                   |
| Partidos en la 1573 Arena                            |                                         |                                          |                                      |
| Modalidad                                            | Ganadores                               | Perdedores                               | Resultado                            |
| Dobles femenino - Primera ronda                      | Tímea Babos [2] Kristina Mladenovic [2] | Dalila Jakupović Raluca Olaru            | 7-5, 6-3                             |
| Individual masculino - Tercera ronda                 | Márton Fucsovics                        | Tommy Paul                               | 6-1, 6-1, 6-4                        |
| Individual femenino - Tercera ronda                  | Alison Riske [18]                       | Julia Görges                             | 1-6, 7-6(7-4), 6-2                   |
| Individual masculino - Tercera ronda                 | Tennys Sandgren                         | Sam Querrey                              | 6-4, 6-4, 6-4                        |
| Fondo de color indica un partido de la rama femenina |                                         |                                          |                                      |

### Día 6 (25 de enero)
- Cabezas de serie eliminados:
  - Individual masculino:  David Goffin [11],  Karen Jachanov [16],  John Isner [19],   Pablo Carreño [27],  Taylor Fritz [29]
  - Individual femenino:  Karolína Plíšková [2],  Elina Svitolina [5],  Belinda Bencic [6],  Donna Vekić [19]
  - Dobles masculino:  Łukasz Kubot /  Marcelo Melo [2],  Wesley Koolhof /  Nikola Mektić [5],  Jamie Murray /  Neal Skupski [14],  Máximo González /  Fabrice Martin [15]
  - Dobles femenino:  Květa Peschke /  Demi Schuurs [8]
- Orden de juego

| Partidos en los estadios principales                 | Partidos en los estadios principales   | Partidos en los estadios principales | Partidos en los estadios principales         |
| Partidos en la Rod Laver Arena                       | Partidos en la Rod Laver Arena         | Partidos en la Rod Laver Arena       | Partidos en la Rod Laver Arena               |
| Modalidad                                            | Ganadores                              | Perdedores                           | Resultado                                    |
| ---------------------------------------------------- | -------------------------------------- | ------------------------------------ | -------------------------------------------- |
| Individual femenino - Tercera ronda                  | Anastasia Pavlyuchenkova [30]          | Karolína Plíšková [2]                | 7-6(7-4), 7-6(7-3)                           |
| Individual femenino - Tercera ronda                  | Simona Halep [4]                       | Yulia Putintseva                     | 6-1, 6-4                                     |
| Individual masculino - Tercera ronda                 | Rafael Nadal [1]                       | Pablo Carreño [27]                   | 6-1, 6-2, 6-4                                |
| Individual femenino - Tercera ronda                  | Garbiñe Muguruza                       | Elina Svitolina [5]                  | 6-1, 6-2                                     |
| Individual masculino - Tercera ronda                 | Daniil Medvédev [4]                    | Alexei Popyrin                       | 6-4, 6-3, 6-2                                |
| Partidos en la Margaret Court Arena                  |                                        |                                      |                                              |
| Modalidad                                            | Ganadores                              | Perdedores                           | Resultado                                    |
| Individual femenino - Tercera ronda                  | Angelique Kerber [17]                  | Camila Giorgi                        | 6-2, 6-7(4-7), 6-3                           |
| Individual femenino - Tercera ronda                  | Anett Kontaveit [28]                   | Belinda Bencic                       | 6-0, 6-1                                     |
| Individual masculino - Tercera ronda                 | Dominic Thiem [5]                      | Taylor Fritz [29]                    | 6-2, 6-4, 6-7(5-7), 6-4                      |
| Individual masculino - Tercera ronda                 | Alexander Zverev [7]                   | Fernando Verdasco                    | 6-2, 6-2, 6-4                                |
| Individual femenino - Tercera ronda                  | Kiki Bertens [9]                       | Zarina Diyas                         | 6-2, 7-6(7-3)                                |
| Partidos en la Melbourne Arena                       |                                        |                                      |                                              |
| Modalidad                                            | Ganadores                              | Perdedores                           | Resultado                                    |
| Leyendas - Dobles masculino                          | Mansour Bahrami Fabrice Santoro        | Wayne Ferreira Goran Ivanišević      | 4-2, 3-4(2-5), 4-2                           |
| Individual masculino - Tercera ronda                 | Gaël Monfils [10]                      | Ernests Gulbis [Q]                   | 7-6(7-2), 6-4, 6-3                           |
| Individual femenino - Tercera ronda                  | Elise Mertens [16]                     | Catherine Bellis [PR]                | 6-1, 6-7(5-7), 6-0                           |
| Individual masculino - Tercera ronda                 | Nick Kyrgios [23]                      | Karen Jachanov [16]                  | 6-2, 7-6(7-5), 6-7(6-8), 6-7(7-9), 7-6(10-8) |
| Partidos en la 1573 Arena                            |                                        |                                      |                                              |
| Modalidad                                            | Ganadores                              | Perdedores                           | Resultado                                    |
| Dobles masculino - Segunda ronda                     | James Duckworth [WC] Marc Polmans [WC] | Wesley Koolhof [5] Nikola Mektić [5] | 7-5, 6-3                                     |
| Individual femenino - Tercera ronda                  | Iga Świątek                            | Donna Vekić [19]                     | 7-5, 6-3                                     |
| Individual masculino - Tercera ronda                 | Andréi Rubliov [17]                    | David Goffin [11]                    | 2-6, 7-6(7-3), 6-4, 7-6(7-4)                 |
| Dobles mixto - Primera ronda                         | Iga Świątek Łukasz Kubot               | Ellen Perez [WC] Luke Saville [WC]   | 6-4, 7-5                                     |
| Fondo de color indica un partido de la rama femenina |                                        |                                      |                                              |

### Día 7 (26 de enero)
- Cabezas de serie eliminados:
  - Individual masculino:  Fabio Fognini [12],  Diego Schwartzman [14]
  - Individual femenino:  Alison Riske [18],  Maria Sakkari [22],  Qiang Wang [27]
  - Dobles masculino:  John Peers /  Michael Venus [7],  Mate Pavić /  Bruno Soares [10]
  - Dobles mixto:  Barbora Strýcová /  Marcelo Melo [1]
- Orden de juego

| Partidos en los estadios principales                 | Partidos en los estadios principales  | Partidos en los estadios principales | Partidos en los estadios principales |
| Partidos en la Rod Laver Arena                       | Partidos en la Rod Laver Arena        | Partidos en la Rod Laver Arena       | Partidos en la Rod Laver Arena       |
| Modalidad                                            | Ganadores                             | Perdedores                           | Resultado                            |
| ---------------------------------------------------- | ------------------------------------- | ------------------------------------ | ------------------------------------ |
| Leyendas - Dobles masculino                          | John McEnroe Patrick McEnroe          | Thomas Muster Mats Wilander          | 4-2, 4-1                             |
| Individual femenino - Cuarta ronda                   | Petra Kvitová [7]                     | Maria Sakkari [22]                   | 6-7(4-7), 6-3, 6-2                   |
| Individual masculino - Cuarta ronda                  | Novak Djokovic [2]                    | Diego Schwartzman [14]               | 6-3, 6-4, 6-4                        |
| Individual femenino - Cuarta ronda                   | Ashleigh Barty [1]                    | Alison Riske [18]                    | 6-3, 1-6, 6-4                        |
| Individual masculino - Cuarta ronda                  | Roger Federer [3]                     | Márton Fucsovics                     | 4-6, 6-1, 6-2, 6-2                   |
| Partidos en la Margaret Court Arena                  |                                       |                                      |                                      |
| Modalidad                                            | Ganadores                             | Perdedores                           | Resultado                            |
| Dobles femenino - Tercera ronda                      | Su-Wei Hsieh [1] Barbora Strýcová [1] | Darija Jurak Nina Stojanović         | 6-4, 6-4                             |
| Individual masculino - Cuarta ronda                  | Milos Raonic [32]                     | Marin Čilić                          | 6-4, 6-3, 7-5                        |
| Individual femenino - Cuarta ronda                   | Ons Jabeur                            | Qiang Wang [27]                      | 7-6(7-4), 6-1                        |
| Dobles masculino - Segunda ronda                     | Bob Bryan [13] Mike Bryan [13]        | Juan Sebastián Cabal Jaume Munar     | 7-6(7-5), 6-4                        |
| Partidos en la Melbourne Arena                       |                                       |                                      |                                      |
| Modalidad                                            | Ganadores                             | Perdedores                           | Resultado                            |
| Leyendas - Dobles masculino                          | Tommy Haas Mark Philippoussis         | Jonas Björkman Thomas Johansson      | 4-3(5-1), 4-3(5-3)                   |
| Dobles masculino - Tercera ronda                     | Aleksandr Búblik Mikhail Kukushkin    | Steve Johnson Sam Querrey            | 6-4, 6-2                             |
| Individual femenino - Cuarta ronda                   | Sofia Kenin [14]                      | Cori Gauff                           | 6-7(5-7), 6-3, 6-0                   |
| Individual masculino - Cuarta ronda                  | Tennys Sandgren                       | Fabio Fognini [12]                   | 7-6(7-5), 7-5, 6-7(2-7), 6-4         |
| Fondo de color indica un partido de la rama femenina |                                       |                                      |                                      |

### Día 8 (27 de enero)
- Cabezas de serie eliminados:
  - Individual masculino:  Daniil Medvédev [4],  Gaël Monfils [10],  Andréi Rubliov [17],  Nick Kyrgios [23]
  - Individual femenino:  Kiki Bertens [9],  Elise Mertens [16],  Angelique Kerber [17]
  - Dobles masculino:  Marcel Granollers /  Horacio Zeballos [6],  Bob Bryan /  Mike Bryan [13],  Austin Krajicek /  Franko Škugor [16]
  - Dobles femenino:  Shuko Aoyama /  Ena Shibahara [10],  Veronika Kudermétova /  Alison Riske [13],  Viktória Kužmová /  Aliaksandra Sasnovich [15],  Sofia Kenin /  Bethanie Mattek-Sands [16]
  - Dobles mixto:  Hao-Ching Chan /  Michael Venus [4],  Samantha Stosur /  Jean-Julien Rojer [7],  Su-Wei Hsieh /  Neal Skupski [8]
- Orden de juego

| Partidos en los estadios principales                 | Partidos en los estadios principales          | Partidos en los estadios principales             | Partidos en los estadios principales |
| Partidos en la Rod Laver Arena                       | Partidos en la Rod Laver Arena                | Partidos en la Rod Laver Arena                   | Partidos en la Rod Laver Arena       |
| Modalidad                                            | Ganadores                                     | Perdedores                                       | Resultado                            |
| ---------------------------------------------------- | --------------------------------------------- | ------------------------------------------------ | ------------------------------------ |
| Individual femenino - Cuarta ronda                   | Simona Halep [4]                              | Elise Mertens [16]                               | 6-4, 6-4                             |
| Individual masculino - Cuarta ronda                  | Dominic Thiem [5]                             | Gaël Monfils [10]                                | 6-2, 6-4, 6-4                        |
| Individual femenino - Cuarta ronda                   | Garbiñe Muguruza                              | Kiki Bertens [9]                                 | 6-3, 6-3                             |
| Individual masculino - Cuarta ronda                  | Rafael Nadal [1]                              | Nick Kyrgios [23]                                | 6-3, 3-6, 7-6(8-6), 7-6(7-4)         |
| Dobles masculino - Cuartos de final                  | Aleksandr Búblik Mikhail Kukushkin            | James Duckworth Marc Polmans [WC]                | 7-6(8-6), 7-5                        |
| Partidos en la Margaret Court Arena                  |                                               |                                                  |                                      |
| Modalidad                                            | Ganadores                                     | Perdedores                                       | Resultado                            |
| Leyendas - Dobles masculino                          | Pat Cash Mark Woodforde                       | Thomas Muster Mats Wilander                      | 4-1, 3-4(4-5), 4-3(5-1)              |
| Dobles masculino - Tercera ronda                     | Henri Kontinen Jan-Lennard Struff             | Simone Bolelli Benoît Paire                      | 7-5, 6-3                             |
| Individual masculino - Cuarta ronda                  | Stan Wawrinka [15]                            | Daniil Medvédev [4]                              | 6-2, 2-6, 4-6, 7-6(7-2), 6-2         |
| Individual femenino - Cuarta ronda                   | Anastasia Pavlyuchenkova [30]                 | Angelique Kerber [17]                            | 6-7(5-7), 7-6(7-4), 6-2              |
| Partidos en la Melbourne Arena                       |                                               |                                                  |                                      |
| Modalidad                                            | Ganadores                                     | Perdedores                                       | Resultado                            |
| Leyendas - Dobles masculino                          | Tommy Haas Mark Philippoussis                 | Henri Leconte Todd Woodbridge                    | 3-4(4-5), 4-1, 4-1                   |
| Individual femenino - Cuarta ronda                   | Anett Kontaveit [28]                          | Iga Świątek                                      | 6-7(4-7), 7-5, 7-5                   |
| Dobles masculino - Tercera ronda                     | Ivan Dodig [4] Filip Polášek [4]              | Bob Bryan [13] Mike Bryan [13]                   | 6-3, 6-4                             |
| Dobles femenino - Tercera ronda                      | Cori Gauff Caty McNally                       | Shuko Aoyama [10] Ena Shibahara [10]             | 4-6, 7-5, 6-3                        |
| Individual masculino - Cuarta ronda                  | Alexander Zverev [7]                          | Andréi Rubliov [17]                              | 6-4, 6-4, 6-4                        |
| Partidos en la 1573 Arena                            |                                               |                                                  |                                      |
| Modalidad                                            | Ganadores                                     | Perdedores                                       | Resultado                            |
| Dobles masculino - Tercera ronda                     | Rajeev Ram [11] Joe Salisbury [11]            | Marcel Granollers [6] Horacio Zeballos [6]       | 6-4, 7-6(13-11)                      |
| Dobles femenino - Tercera ronda                      | Barbora Krejčíková [4] Kateřina Siniaková [4] | Sofia Kenin [16] Bethanie Mattek-Sands [16]      | 7-5, 3-6, 7-5                        |
| Dobles femenino - Tercera ronda                      | Hao-Ching Chan [7] Latisha Chan [7]           | Misaki Doi Monica Niculescu                      | 7-6(7-5), 6-4                        |
| Dobles femenino - Tercera ronda                      | Tímea Babos [2] Kristina Mladenovic [2]       | Viktória Kužmová [15] Aliaksandra Sasnovich [15] | 7-6(7-4), 6-3                        |
| Dobles mixto - Segunda ronda                         | Iga Świątek Łukasz Kubot                      | Hao-Ching Chan [4] Michael Venus [4]             | 6-2, 6-3                             |
| Dobles mixto - Segunda ronda                         | Astra Sharma [WC] John-Patrick Smith [WC]     | Samantha Stosur [7] Jean-Julien Rojer [7]        | 6-3, 4-6, [10-4]                     |
| Fondo de color indica un partido de la rama femenina |                                               |                                                  |                                      |

### Día 9 (28 de enero)
- Cabezas de serie eliminados:
  - Individual masculino:  Milos Raonic [32]
  - Individual femenino:  Petra Kvitová [7]
  - Dobles femenino:  Elise Mertens /  Aryna Sabalenka [3],  Gabriela Dabrowski /  Jeļena Ostapenko [6]
- Orden de juego

| Partidos en los estadios principales                 | Partidos en los estadios principales          | Partidos en los estadios principales        | Partidos en los estadios principales |
| Partidos en la Rod Laver Arena                       | Partidos en la Rod Laver Arena                | Partidos en la Rod Laver Arena              | Partidos en la Rod Laver Arena       |
| Modalidad                                            | Ganadores                                     | Perdedores                                  | Resultado                            |
| ---------------------------------------------------- | --------------------------------------------- | ------------------------------------------- | ------------------------------------ |
| Individual femenino - Cuartos de final               | Sofia Kenin [14]                              | Ons Jabeur                                  | 6-4, 6-4                             |
| Individual femenino - Cuartos de final               | Ashleigh Barty [1]                            | Petra Kvitová [7]                           | 7-6(8-6), 6-2                        |
| Individual masculino - Cuartos de final              | Roger Federer [3]                             | Tennys Sandgren                             | 6-3, 2-6, 2-6, 7-6(10-8), 6-3        |
| Individual masculino - Cuartos de final              | Novak Djokovic [2]                            | Milos Raonic [32]                           | 6-4, 6-3, 7-6(7-1)                   |
| Dobles masculino - Cuartos de final                  | Max Purcell [WC] Luke Saville [WC]            | Santiago González Ken Skupski               | 6-2, 6-4                             |
| Partidos en la Margaret Court Arena                  |                                               |                                             |                                      |
| Modalidad                                            | Ganadores                                     | Perdedores                                  | Resultado                            |
| Leyendas - Dobles masculino                          | Mansour Bahrami Fabrice Santoro               | Pat Cash Mark Woodforde                     | 4-3(5-2), 4-2                        |
| Dobles femenino - Cuartos de final                   | Barbora Krejčíková [4] Kateřina Siniaková [4] | Gabriela Dabrowski [6] Jeļena Ostapenko [6] | 3-6, 6-2, 6-3                        |
| Dobles masculino - Cuartos de final                  | Ivan Dodig [4] Filip Polášek [4]              | Marcelo Arévalo Jonny O'Mara                | 6-3, 6-2                             |
| Dobles mixto - Segunda ronda                         | Barbora Krejčíková [5] Nikola Mektić [5]      | Amanda Anisimova [WC] Nick Kyrgios [WC]     | 4-6, 6-4, [10-8]                     |
| Partidos en la 1573 Arena                            |                                               |                                             |                                      |
| Modalidad                                            | Ganadores                                     | Perdedores                                  | Resultado                            |
| Leyendas - Dobles femenino                           | Daniela Hantuchová Martina Navrátilová        | Nicole Bradtke Mary Joe Fernández           | 4-1, 4-2                             |
| Dobles masculino - Cuartos de final                  | Rajeev Ram [11] Joe Salisbury [11]            | Henri Kontinen Jan-Lennard Struff           | 6-4, 6-4                             |
| Dobles femenino - Cuartos de final                   | Tímea Babos [2] Kristina Mladenovic [2]       | Cori Gauff Caty McNally                     | 6-2, 6-4                             |
| Dobles mixto - Segunda ronda                         | Gabriela Dabrowski [3] Henri Kontinen [3]     | Jessica Moore [WC] Matthew Ebden [WC]       | 7-5, 7-6(7-5)                        |
| Fondo de color indica un partido de la rama femenina |                                               |                                             |                                      |

### Día 10 (29 de enero)
- Cabezas de serie eliminados:
  - Individual masculino:  Rafael Nadal [1],  Stan Wawrinka [15]
  - Individual femenino:  Anett Kontaveit [28],  Anastasia Pavlyuchenkova [30]
  - Dobles femenino:  Barbora Krejčíková /  Kateřina Siniaková [4],  Hao-Ching Chan /  Latisha Chan [7]
- Orden de juego

| Partidos en los estadios principales                 | Partidos en los estadios principales    | Partidos en los estadios principales          | Partidos en los estadios principales |
| Partidos en la Rod Laver Arena                       | Partidos en la Rod Laver Arena          | Partidos en la Rod Laver Arena                | Partidos en la Rod Laver Arena       |
| Modalidad                                            | Ganadores                               | Perdedores                                    | Resultado                            |
| ---------------------------------------------------- | --------------------------------------- | --------------------------------------------- | ------------------------------------ |
| Individual femenino - Cuartos de final               | Simona Halep [4]                        | Anett Kontaveit [28]                          | 6-1, 6-1                             |
| Individual femenino - Cuartos de final               | Garbiñe Muguruza                        | Anastasia Pavlyuchenkova [30]                 | 7-5, 6-3                             |
| Individual masculino - Cuartos de final              | Alexander Zverev [7]                    | Stan Wawrinka [15]                            | 1-6, 6-3, 6-4, 6-2                   |
| Individual masculino - Cuartos de final              | Dominic Thiem [5]                       | Rafael Nadal [1]                              | 7-6(7-3), 7-6(7-4), 4-6, 7-6(8-6)    |
| Dobles mixto - Cuartos de final                      | Astra Sharma John-Patrick Smith         | Iga Świątek Łukasz Kubot                      | 3-6, 7-6(7-4), [10-3]                |
| Partidos en la Margaret Court Arena                  |                                         |                                               |                                      |
| Modalidad                                            | Ganadores                               | Perdedores                                    | Resultado                            |
| Leyendas - Dobles masculino                          | Henri Leconte Todd Woodbridge           | Wayne Ferreira Goran Ivanišević               | 3-4(1-5), 4-1, 4-2                   |
| Dobles mixto - Cuartos de final                      | Bethanie Mattek-Sands Jamie Murray      | Saisai Zheng Joran Vliegen                    | 6-3, 6-4                             |
| Dobles femenino - Semifinales                        | Su-Wei Hsieh [1] Barbora Strýcová [1]   | Barbora Krejčíková [4] Kateřina Siniaková [4] | 6-2, 6-3                             |
| Dobles femenino - Semifinales                        | Tímea Babos [2] Kristina Mladenovic [2] | Hao-Ching Chan [7] Latisha Chan [7]           | 7-5, 6-2                             |
| Partidos en la 1573 Arena                            |                                         |                                               |                                      |
| Modalidad                                            | Ganadores                               | Perdedores                                    | Resultado                            |
| Individual júnior femenino - Tercera ronda           | Alexandra Vecic                         | Priska Nugroho [15]                           | 6-2, 6-2                             |
| Individual júnior femenino - Tercera ronda           | Ane Mintegi del Olmo [12]               | Darja Vidmanová                               | 6-4, 6-1                             |
| Individual júnior femenino - Tercera ronda           | Weronika Baszak                         | Elina Avanesyan                               | 6-7(2-7), 6-2, 6-2                   |
| Dobles júnior masculino - Cuartos de final           | Nicholas Ionel [5] Leandro Riedi [5]    | Francesco Maestrelli Samuel Ruggeri           | 6-4, 6-2                             |
| Fondo de color indica un partido de la rama femenina |                                         |                                               |                                      |

### Día 11 (30 de enero)
- Cabezas de serie eliminados:
  - Individual masculino:  Roger Federer [3]
  - Individual femenino:  Ashleigh Barty [1],  Simona Halep [4]
  - Dobles masculino:  Ivan Dodig /  Filip Polášek [4]
  - Dobles mixto:  Latisha Chan /  Ivan Dodig [6]
- Orden de juego

| Partidos en los estadios principales                 | Partidos en los estadios principales      | Partidos en los estadios principales | Partidos en los estadios principales |
| Partidos en la Rod Laver Arena                       | Partidos en la Rod Laver Arena            | Partidos en la Rod Laver Arena       | Partidos en la Rod Laver Arena       |
| Modalidad                                            | Ganadores                                 | Perdedores                           | Resultado                            |
| ---------------------------------------------------- | ----------------------------------------- | ------------------------------------ | ------------------------------------ |
| Dobles masculino - Semifinales                       | Max Purcell [WC] Luke Saville [WC]        | Ivan Dodig [4] Filip Polášek [4]     | 6-7(7-9), 6-3, 6-4                   |
| Individual femenino - Semifinales                    | Sofia Kenin [18]                          | Ashleigh Barty [1]                   | 7-6(8-6), 7-5                        |
| Individual femenino - Semifinales                    | Garbiñe Muguruza                          | Simona Halep [4]                     | 7-6(10-8), 7-5                       |
| Individual masculino - Semifinales                   | Novak Djokovic [2]                        | Roger Federer [3]                    | 7-6(7-1), 6-4, 6-3                   |
| Exhibición - Dobles masculino                        | Tommy Haas Marat Safin                    | Lleyton Hewitt Goran Ivanišević      | 3-4(3-5), 4-2, 4-2                   |
| Partidos en la Margaret Court Arena                  |                                           |                                      |                                      |
| Modalidad                                            | Ganadores                                 | Perdedores                           | Resultado                            |
| Dobles masculino - Semifinales                       | Rajeev Ram [11] Joe Salisbury [11]        | Aleksandr Búblik Mijaíl Kukushkin    | 4-6, 6-3, 6-4                        |
| Dobles mixto - Cuartos de final                      | Barbora Krejčíková [5] Nikola Mektić [5]  | Nadiia Kichenok Rohan Bopanna        | 6-0, 6-2                             |
| Dobles mixto - Cuartos de final                      | Gabriela Dabrowski [3] Henri Kontinen [3] | Latisha Chan [6] Ivan Dodig [6]      | 7-5, 7-6(7-2)                        |
| Tenis adaptado - Quad dobles - Final                 | Dylan Alcott Heath Davidson               | Andrew Lapthorne David Wagner        | 6-4, 6-3                             |
| Fondo de color indica un partido de la rama femenina |                                           |                                      |                                      |

### Día 12 (31 de enero)
- Cabezas de serie eliminados:
  - Individual masculino:  Alexander Zverev [7]
  - Dobles femenino:  Su-Wei Hsieh /  Barbora Strýcová [1]
  - Dobles mixto:  Gabriela Dabrowski /  Henri Kontinen [3]
- Orden de juego

| Partidos en los estadios principales                 | Partidos en los estadios principales     | Partidos en los estadios principales      | Partidos en los estadios principales |
| Partidos en la Rod Laver Arena                       | Partidos en la Rod Laver Arena           | Partidos en la Rod Laver Arena            | Partidos en la Rod Laver Arena       |
| Modalidad                                            | Ganadores                                | Perdedores                                | Resultado                            |
| ---------------------------------------------------- | ---------------------------------------- | ----------------------------------------- | ------------------------------------ |
| Dobles mixto - Semifinales                           | Barbora Krejčíková [5] Nikola Mektić [5] | Gabriela Dabrowski [3] Henri Kontinen [3] | 3-6, 6-3, [10-5]                     |
| Dobles mixto - Semifinales                           | Bethanie Mattek-Sands Jamie Murray       | Astra Sharma [WC] John-Patrick Smith [WC] | 6-3, 7-6(7-4)                        |
| Dobles femenino - Final                              | Tímea Babos [2] Kristina Mladenovic [2]  | Su-Wei Hsieh [1] Barbora Strýcová [1]     | 6-2, 6-1                             |
| Individual masculino - Semifinales                   | Dominic Thiem [5]                        | Alexander Zverev [7]                      | 3-6, 6-4, 7-6(7-3), 7-6(7-4)         |
| Fondo de color indica un partido de la rama femenina |                                          |                                           |                                      |

### Día 13 (1 de febrero)
- Cabezas de serie eliminados:
- Orden de juego

| Partidos en los estadios principales                 | Partidos en los estadios principales     | Partidos en los estadios principales | Partidos en los estadios principales |
| Partidos en la Rod Laver Arena                       | Partidos en la Rod Laver Arena           | Partidos en la Rod Laver Arena       | Partidos en la Rod Laver Arena       |
| Modalidad                                            | Ganadores                                | Perdedores                           | Resultado                            |
| ---------------------------------------------------- | ---------------------------------------- | ------------------------------------ | ------------------------------------ |
| Individual júnior masculino - Final                  | Harold Mayot [1]                         | Arthur Cazaux [5]                    | 6-4, 6-1                             |
| Individual júnior femenino - Final                   | Victoria Jiménez Kasintseva [9]          | Weronika Baszak                      | 5-7, 6-2, 6-2                        |
| Tenis adaptado - Quad individual - Final             | Dylan Alcott [1]                         | Andrew Lapthorne [2]                 | 6-0, 6-4                             |
| Individual femenino - Final                          | Sofia Kenin [14]                         | Garbiñe Muguruza                     | 4-6, 6-2, 6-2                        |
| Dobles mixto - Final                                 | Barbora Krejčíková [5] Nikola Mektić [5] | Bethanie Mattek-Sands Jamie Murray   | 5-7, 6-4, [10-1]                     |
| Fondo de color indica un partido de la rama femenina |                                          |                                      |                                      |

### Día 14 (2 de febrero)
- Cabezas de serie eliminados: 
  - Individual masculino:  Dominic Thiem [5]
- Orden de juego

| Partidos en los estadios principales                 | Partidos en los estadios principales | Partidos en los estadios principales | Partidos en los estadios principales |
| Partidos en la Rod Laver Arena                       | Partidos en la Rod Laver Arena       | Partidos en la Rod Laver Arena       | Partidos en la Rod Laver Arena       |
| Modalidad                                            | Ganadores                            | Perdedores                           | Resultado                            |
| ---------------------------------------------------- | ------------------------------------ | ------------------------------------ | ------------------------------------ |
| Dobles masculino - Final                             | Rajeev Ram [11] Joe Salisbury [11]   | Max Purcell [WC] Luke Saville [WC]   | 6-4, 6-2                             |
| Individual masculino - Final                         | Novak Djokovic [2]                   | Dominic Thiem [5]                    | 6-4, 4-6, 2-6, 6-3, 6-4              |
| Fondo de color indica un partido de la rama femenina |                                      |                                      |                                      |

## Cabezas de serie
Los siguientes jugadores son los clasificados para el torneo. Están basados según el ranking del ATP y la WTA del 13 de enero de 2020, mientras que el ranking y puntos antes corresponden a la semana del 20 de enero de 2020. Los nuevos puntos se mostrarán en los ránquines del 3 de febrero de 2020. Debido a que los torneos del 2020 se celebrarán una semana después que los del 2019, los puntos a defender incluyen los resultados del Abierto de Australia y los torneos de la semana del 28 de enero de 2019 (San Petersburgo y Hua Hin para las jugadoras de la WTA).

### Individual masculino
| N° | Clasif | Jugador               | Puntos | Puntos por defender | Puntos ganados | Nuevos puntos | Ronda hasta la que avanzó en el torneo             |
| -- | ------ | --------------------- | ------ | ------------------- | -------------- | ------------- | -------------------------------------------------- |
| 1  | 1      | Rafael Nadal          | 10 235 | 1200                | 360            | 9395          | Cuartos de final, perdió ante Dominic Thiem [5]    |
| 2  | 2      | Novak Djokovic        | 9720   | 2000                | 2000           | 9720          | Campeón, venció a Dominic Thiem [5]                |
| 3  | 3      | Roger Federer         | 6590   | 180                 | 720            | 7130          | Semifinales, perdió ante Novak Djokovic [2]        |
| 4  | 4      | Daniil Medvédev       | 5960   | 180                 | 180            | 5960          | Cuarta ronda, perdió ante Stan Wawrinka [15]       |
| 5  | 5      | Dominic Thiem         | 5890   | 45                  | 1200           | 7045          | Final, perdió ante Novak Djokovic [2]              |
| 6  | 6      | Stefanos Tsitsipas    | 5375   | 720                 | 90             | 4745          | Tercera ronda, perdió ante Milos Raonic [32]       |
| 7  | 7      | Alexander Zverev      | 3345   | 180                 | 720            | 3885          | Semifinales, perdió ante Dominic Thiem [5]         |
| 8  | 8      | Matteo Berrettini     | 2870   | 10                  | 45             | 2905          | Segunda ronda, perdió ante Tennys Sandgren         |
| 9  | 9      | Roberto Bautista      | 2640   | 360                 | 90             | 2370          | Tercera ronda, perdió ante Marin Čilić             |
| 10 | 10     | Gaël Monfils          | 2565   | 45                  | 180            | 2700          | Cuarta ronda, perdió ante Dominic Thiem [5]        |
| 11 | 11     | David Goffin          | 2510   | 90                  | 90             | 2510          | Tercera ronda, perdió ante Andréi Rubliov [17]     |
| 12 | 12     | Fabio Fognini         | 2310   | 90                  | 180            | 2400          | Cuarta ronda, perdió ante Tennys Sandgren          |
| 13 | 13     | Denis Shapovalov      | 2200   | 90                  | 10             | 2120          | Primera ronda, perdió ante Márton Fucsovics        |
| 14 | 14     | Diego Schwartzman     | 2130   | 90                  | 180            | 2220          | Cuarta ronda, perdió ante Novak Djokovic [2]       |
| 15 | 15     | Stan Wawrinka         | 2045   | 45                  | 360            | 2360          | Cuartos de final, perdió ante Alexander Zverev [7] |
| 16 | 17     | Karen Jachanov        | 1995   | 90                  | 90             | 1995          | Tercera ronda, perdió ante Nick Kyrgios [23]       |
| 17 | 16     | Andréi Rubliov        | 2004   | 10                  | 180            | 2174          | Cuarta ronda, perdió ante Alexander Zverev [7]     |
| 18 | 20     | Grigor Dimitrov       | 1772   | 180                 | 45             | 1637          | Segunda ronda, perdió ante Tommy Paul              |
| 19 | 19     | John Isner            | 1860   | 10                  | 90             | 1940          | Tercera ronda, se retiró ante Stan Wawrinka [15]   |
| 20 | 22     | Félix Auger-Aliassime | 1701   | (45)†               | 10             | 1666          | Primera ronda, perdió ante Ernests Gulbis [Q]      |
| 21 | 21     | Benoît Paire          | 1703   | 10                  | 45             | 1738          | Segunda ronda, perdió ante Marin Čilić             |
| 22 | 25     | Guido Pella           | 1585   | 10                  | 90             | 1665          | Tercera ronda, perdió ante Fabio Fognini [12]      |
| 23 | 26     | Nick Kyrgios          | 1520   | 10                  | 180            | 1690          | Cuarta ronda, perdió ante Rafael Nadal [1]         |
| 24 | 27     | Dušan Lajović         | 1516   | 10                  | 90             | 1596          | Tercera ronda, perdió ante Diego Schwartzman [14]  |
| 25 | 28     | Borna Ćorić           | 1490   | 180                 | 10             | 1320          | Primera ronda, perdió ante Sam Querrey             |
| 26 | 29     | Nikoloz Basilashvili  | 1485   | 90                  | 45             | 1440          | Segunda ronda, perdió ante Fernando Verdasco       |
| 27 | 30     | Pablo Carreño         | 1422   | 180                 | 90             | 1332          | Tercera ronda, perdió ante Rafael Nadal [1]        |
| 28 | 33     | Jo-Wilfried Tsonga    | 1340   | 45                  | 10             | 1305          | Primera ronda, se retiró ante Alexei Popyrin       |
| 29 | 34     | Taylor Fritz          | 1355   | 90+125              | 45+90          | 1255          | Tercera ronda, perdió ante Dominic Thiem [5]       |
| 30 | 32     | Daniel Evans          | 1349   | 70                  | 45             | 1324          | Segunda ronda, perdió ante Yoshihito Nishioka      |
| 31 | 31     | Hubert Hurkacz        | 1398   | 10                  | 45             | 1433          | Segunda ronda, perdió ante John Millman            |
| 32 | 35     | Milos Raonic          | 1305   | 360                 | 360            | 1305          | Cuartos de final, perdió ante Novak Djokovic [2]   |

† El jugador no clasificó al torneo en 2019. Se le reducen su 18.º mejor resultado.

#### Bajas masculinas notables
| Clasif | Jugador        | Puntos | Puntos por defender | Puntos ganados | Nuevos puntos | Motivo           |
| ------ | -------------- | ------ | ------------------- | -------------- | ------------- | ---------------- |
| 18     | Kei Nishikori  | 1930   | 360                 | 0              | 1570          | Lesión de codo   |
| 23     | Álex de Miñaur | 1665   | 90                  | 0              | 1575          | Lesión abdominal |
| 24     | Lucas Pouille  | 1600   | 720                 | 0              | 880           | Lesión de codo   |

### Individual femenino
| N° | Clasif | Jugadora                 | Puntos | Puntos por defender | Puntos ganados | Nuevos puntos | Ronda hasta la que avanzó en el torneo                   |
| -- | ------ | ------------------------ | ------ | ------------------- | -------------- | ------------- | -------------------------------------------------------- |
| 1  | 1      | Ashleigh Barty           | 8017   | 430                 | 780            | 8367          | Semifinales, perdió ante Sofia Kenin [14]                |
| 2  | 2      | Karolína Plíšková        | 5940   | 780                 | 130            | 5290          | Tercera ronda, perdió ante Anastasia Pavlyuchenkova [30] |
| 3  | 4      | Naomi Osaka              | 5496   | 2000                | 130            | 3626          | Tercera ronda, perdió ante Cori Gauff                    |
| 4  | 3      | Simona Halep             | 5560   | 240                 | 780            | 6100          | Semifinales, perdió ante Garbiñe Muguruza                |
| 5  | 5      | Elina Svitolina          | 5075   | 430                 | 130            | 4775          | Tercera ronda, perdió ante Garbiñe Muguruza              |
| 6  | 7      | Belinda Bencic           | 4675   | 130                 | 130            | 4675          | Tercera ronda, perdió ante Anett Kontaveit [28]          |
| 7  | 8      | Petra Kvitová            | 4436   | 1300+100            | 430+0          | 3466          | Cuartos de final, perdió ante Ashleigh Barty [1]         |
| 8  | 9      | Serena Williams          | 4215   | 430                 | 130            | 3915          | Tercera ronda, perdió ante Qiang Wang [27]               |
| 9  | 10     | Kiki Bertens             | 4165   | 540                 | 340            | 3995          | Cuarta ronda, perdió ante Garbiñe Muguruza               |
| 10 | 11     | Madison Keys             | 3072   | 240                 | 130            | 2962          | Tercera ronda, perdió ante Maria Sakkari [22]            |
| 11 | 12     | Aryna Sabalenka          | 3025   | 130+185             | 10+100         | 2820          | Primera ronda, perdió ante Carla Suárez                  |
| 12 | 13     | Johanna Konta            | 2813   | 70                  | 10             | 2753          | Primera ronda, perdió ante Ons Jabeur                    |
| 13 | 14     | Petra Martić             | 2646   | 130                 | 70             | 2586          | Segunda ronda, perdió ante Julia Görges                  |
| 14 | 15     | Sofia Kenin              | 2565   | 70                  | 2000           | 4495          | Campeona, venció a Garbiñe Muguruza                      |
| 15 | 16     | Markéta Vondroušová      | 2490   | 70                  | 10             | 2430          | Primera ronda, perdió ante Svetlana Kuznetsova           |
| 16 | 17     | Elise Mertens            | 2250   | 130                 | 240            | 2360          | Cuarta ronda, perdió ante Simona Halep [4]               |
| 17 | 18     | Angelique Kerber         | 2175   | 240                 | 240            | 2175          | Cuarta ronda, perdió ante Anastasia Pavlyuchenkova [30]  |
| 18 | 19     | Alison Riske             | 2130   | 10                  | 240            | 2360          | Cuarta ronda, perdió ante Ashleigh Barty [1]             |
| 19 | 20     | Donna Vekić              | 2120   | 70+305              | 130+60         | 1935          | Tercera ronda, perdió ante Iga Świątek                   |
| 20 | 22     | Karolína Muchová         | 1847   | 40                  | 70             | 1877          | Segunda ronda, perdió ante Catherine Bellis [PR]         |
| 21 | 24     | Amanda Anisimova         | 1843   | 240                 | 10             | 1613          | Primera ronda, perdió ante Zarina Diyas                  |
| 22 | 23     | Maria Sakkari            | 1845   | 130                 | 240            | 1955          | Cuarta ronda, perdió ante Petra Kvitová [7]              |
| 23 | 21     | Dayana Yastremska        | 2070   | 130+280             | 70+55          | 1785          | Segunda ronda, perdió ante Caroline Wozniacki            |
| 24 | 27     | Sloane Stephens          | 1684   | 240                 | 10             | 1454          | Primera ronda, perdió ante Shuai Zhang                   |
| 25 | 28     | Ekaterina Alexandrova    | 1645   | 10                  | 130            | 1765          | Tercera ronda, perdió ante Petra Kvitová [7]             |
| 26 | 25     | Danielle Collins         | 1825   | 780                 | 70             | 1095          | Segunda ronda, perdió ante Yulia Putintseva              |
| 27 | 29     | Qiang Wang               | 1593   | 130                 | 240            | 1703          | Cuarta ronda, perdió ante Ons Jabeur                     |
| 28 | 32     | Anett Kontaveit          | 1577   | 70                  | 430            | 1937          | Cuartos de final, perdió ante Simona Halep [4]           |
| 29 | 26     | Elena Rybakina           | 1816   | (80)†               | 130            | 1866          | Tercera ronda, perdió ante Ashleigh Barty [1]            |
| 30 | 30     | Anastasia Pavlyuchenkova | 1585   | 430+100             | 430+1          | 1486          | Cuartos de final, perdió ante Garbiñe Muguruza           |
| 31 | 33     | Anastasija Sevastova     | 1531   | 240                 | 10             | 1291          | Primera ronda, perdió ante Ajla Tomljanović              |
| 32 | 34     | Barbora Strýcová         | 1516   | 10                  | 10             | 1516          | Primera ronda, perdió ante Sorana Cîrstea                |

#### Bajas femeninas notables
| Clasif | Jugadora         | Puntos | Puntos por defender | Puntos ganados | Nuevos puntos | Motivo            |
| ------ | ---------------- | ------ | ------------------- | -------------- | ------------- | ----------------- |
| 6      | Bianca Andreescu | 4935   | 110+160             | 0              | 4665          | Lesión de rodilla |

## Cabezas de serie dobles
| Jugadores             | Jugadores              | Clasif | N.º |
| --------------------- | ---------------------- | ------ | --- |
| Pierre-Hugues Herbert | Nicolas Mahut          | 9      | 1   |
| Łukasz Kubot          | Marcelo Melo           | 12     | 2   |
| Kevin Krawietz        | Andreas Mies           | 18     | 3   |
| Ivan Dodig            | Filip Polášek          | 25     | 4   |
| Wesley Koolhof        | Nikola Mektić          | 29     | 5   |
| Marcel Granollers     | Horacio Zeballos       | 30     | 6   |
| John Peers            | Michael Venus          | 34     | 7   |
| Jean-Julien Rojer     | Horia Tecău            | 38     | 8   |
| Raven Klaasen         | Oliver Marach          | 41     | 9   |
| Mate Pavić            | Bruno Soares           | 42     | 10  |
| Rajeev Ram            | Joe Salisbury          | 43     | 11  |
| Jürgen Melzer         | Édouard Roger-Vasselin | 52     | 12  |
| Bob Bryan             | Mike Bryan             | 54     | 13  |
| Jamie Murray          | Neal Skupski           | 56     | 14  |
| Máximo González       | Fabrice Martin         | 63     | 15  |
| Austin Krajicek       | Franko Škugor          | 77     | 16  |

| Jugadoras            | Jugadoras             | Clasif | N.º |
| -------------------- | --------------------- | ------ | --- |
| Su-Wei Hsieh         | Barbora Strýcová      | 5      | 1   |
| Tímea Babos          | Kristina Mladenovic   | 5      | 2   |
| Elise Mertens        | Aryna Sabalenka       | 11     | 3   |
| Barbora Krejčíková   | Kateřina Siniaková    | 21     | 4   |
| Nicole Melichar      | Yifan Xu              | 27     | 5   |
| Gabriela Dabrowski   | Jeļena Ostapenko      | 28     | 6   |
| Hao-Ching Chan       | Latisha Chan          | 30     | 7   |
| Květa Peschke        | Demi Schuurs          | 36     | 8   |
| Yingying Duan        | Saisai Zheng          | 41     | 9   |
| Shuko Aoyama         | Ena Shibahara         | 57     | 10  |
| Lucie Hradecká       | Andreja Klepač        | 58     | 11  |
| Ellen Perez          | Samantha Stosur       | 67     | 12  |
| Veronika Kudermétova | Alison Riske          | 67     | 13  |
| Lyudmyla Kichenok    | Zhaoxuan Yang         | 73     | 14  |
| Viktória Kužmová     | Aliaksandra Sasnovich | 73     | 15  |
| Sofia Kenin          | Bethanie Mattek-Sands | 75     | 16  |

### Dobles mixto
| Jugadores          | Jugadores         | Clasif | N.º |
| ------------------ | ----------------- | ------ | --- |
| Barbora Strýcová   | Marcelo Melo      | 8      | 1   |
| Shuai Zhang        | Nicolas Mahut     | 12     | 2   |
| Gabriela Dabrowski | Henri Kontinen    | 25     | 3   |
| Hao-Ching Chang    | Michael Venus     | 26     | 4   |
| Barbora Krejčíková | Nikola Mektić     | 28     | 5   |
| Latisha Chan       | Ivan Dodig        | 28     | 6   |
| Samantha Stosur    | Jean-Julien Rojer | 32     | 7   |
| Su-Wei Hsieh       | Neal Skupski      | 34     | 8   |

## Invitados
| - Alex Bolt - Hugo Gaston - Michael Mmoh - Andrew Harris - Tatsuma Itō - Christopher O'Connell - Marc Polmans - John-Patrick Smith | - Lizette Cabrera - Na-Lae Han - Priscilla Hon - Pauline Parmentier - Arina Rodiónova - María Sharápova - Astra Sharma - Coco Vandeweghe |

| - Alex Bolt / Matthew Ebden - James Duckworth / Marc Polmans - Blake Ellis / Alexei Popyrin - Andrew Harris / Christopher O'Connell - Lleyton Hewitt / Jordan Thompson - Ji-Sung Nam / Min-Kyu Song - Max Purcell / Luke Saville | - Destanee Aiava / Lizette Cabrera - Alexandra Bozovic / Amber Marshall - Jaimee Fourlis / Arina Rodiónova - Priscilla Hon / Storm Sanders - Maddison Inglis / Kaylah McPhee - Ya-Hsuan Lee / Fang-Hsien Wu - Jessica Moore / Astra Sharma |

### Dobles mixto
- Monique Adamczak /  David Vega Hernández
- Jessica Moore /  Matthew Ebden
- Jeļena Ostapenko /  Leander Paes
- Ellen Perez /  Luke Saville
- Arina Rodiónova /  Andrew Harris
- Storm Sanders /  Marc Polmans
- Astra Sharma /  John-Patrick Smith
- Belinda Woolcock /  Blake Mott

## Clasificación
| 1. Dennis Novak 2. Tallon Griekspoor 3. Christopher Eubanks 4. Elliot Benchetrit 5. Mario Vilella Martínez 6. Mohamed Safwat 7. Ilya Ivashka 8. Quentin Halys 9. Marco Trungelliti 10. Norbert Gomboš 11. Daniel Elahi Galán 12. Pedro Martínez 13. Max Purcell 14. Alejandro Tabilo 15. Ernests Gulbis 16. Peter Gojowczyk | 1. Ann Li 2. Nao Hibino 3. Johanna Larsson 4. Barbora Krejčíková 5. Anna Kalínskaya 6. Kaja Juvan 7. Leylah Annie Fernandez 8. Shelby Rogers 9. Martina Trevisan 10. Caty McNally 11. Monica Niculescu 12. Liudmila Samsonova 13. Greet Minnen 14. Elisabetta Cocciaretto 15. Harriet Dart 16. Antonia Lottner |

## Ranking protegido
Los siguientes jugadores entraron directamente al cuadro principal al usar su ranking protegido:
| Individual masculino - Yen-Hsun Lu (PR 71) - Mackenzie McDonald (PR 83) - Vasek Pospisil (PR 73) - Cedrik-Marcel Stebe (PR 95) | Individual femenino - Catherine Bellis (PR 44) - Kateryna Bondarenko (PR 85) - Katie Boulter (PR 85) - Anna Karolína Schmiedlová (PR 93) |

## Campeones defensores
| Evento                      | Campeones de 2019                   | Campeones de 2020                |
| --------------------------- | ----------------------------------- | -------------------------------- |
| Individual masculino        | Novak Djokovic                      | Novak Djokovic                   |
| Individual femenino         | Naomi Osaka                         | Sofia Kenin                      |
| Dobles masculino            | Pierre-Hugues Herbert Nicolas Mahut | Rajeev Ram Joe Salisbury         |
| Dobles femenino             | Samantha Stosur Shuai Zhang         | Tímea Babos Kristina Mladenovic  |
| Dobles mixto                | Barbora Krejčíková Rajeev Ram       | Barbora Krejčíková Nikola Mektić |
| Individual júnior masculino | Lorenzo Musetti                     | Harold Mayot                     |
| Individual júnior femenino  | Clara Tauson                        | Victoria Jiménez Kasintseva      |
| Dobles júnior masculino     | Jonáš Forejtek Dalibor Svrčina      | Nicholas Ionel Leandro Riedi     |
| Dobles júnior femenino      | Natsumi Kawaguchi Adrienn Nagy      | Alexandra Eala Priska Nugroho    |

## Campeones

### Sénior

#### Individual masculino
Novak Djokovic venció a  Dominic Thiem por 6-4, 4-6, 2-6, 6-3, 6-4

#### Individual femenino
Sofia Kenin venció a  Garbiñe Muguruza por 4-6, 6-2, 6-2

#### Dobles masculino
Rajeev Ram /  Joe Salisbury vencieron a  Max Purcell /  Luke Saville por 6-4, 6-2

#### Dobles femenino
Tímea Babos /  Kristina Mladenovic vencieron a  Su-Wei Hsieh /  Barbora Strýcová por 6-2, 6-1

#### Dobles mixto
Barbora Krejčíková /  Nikola Mektić vencieron a  Bethanie Mattek-Sands /  Jamie Murray por 5-7, 6-4, [10-1]

### Júnior

#### Individual masculino
Harold Mayot venció a  Arthur Cazaux por 6-4, 6-1

#### Individual femenino
Victoria Jiménez Kasintseva venció a  Weronika Baszak por 5-7, 6-2, 6-2

#### Dobles masculino
Nicholas Ionel /  Leandro Riedi vencieron a  Mikołaj Lorens /  Kārlis Ozoliņš por 6-7(8-10), 7-5, [10-4]

#### Dobles femenino
Alexandra Eala /  Priska Nugroho vencieron a  Živa Falkner /  Matilda Mutavdzic por 6-1, 6-2

### Tenis adaptado

#### Individual masculino
Shingo Kunieda venció a  Gordon Reid por 6-4, 6-4

#### Individual femenino
Yui Kamiji venció a  Aniek van Koot por 6-2, 6-2

#### Quad individual
Dylan Alcott venció a  Andrew Lapthorne por 6-0, 6-4

#### Dobles masculino
Alfie Hewett /  Gordon Reid vencieron a  Stéphane Houdet /  Nicolas Peifer por 4-6, 6-4, [10-7]

#### Dobles femenino
Yui Kamiji /  Jordanne Whiley vencieron a  Diede de Groot /  Aniek van Koot por 6-2, 6-4

#### Quad dobles
Dylan Alcott /  Heath Davidson vencieron a  Andrew Lapthorne /  David Wagner por 6-4, 6-3